# Лумбушозеро
Лумбушозеро (карел. Lumbušjärvi) — станция (тип населённого пункта) в составе Пиндушского городского поселения Медвежьегорского района Республики Карелия Российской Федерации. Железнодорожная станция Петрозаводского отделения Октябрьской железной дороги.

## Общие сведения
Станция расположена на 575-м км перегона Медвежья Гора—Сегежа.

## Население
| 2002 | 2010 | 2013 |
| ---- | ---- | ---- |
| 0    | →0   | →0   |